# Бахметев, Георгий Петрович
Георгий (Юрий) Петрович Бахметев (1847, село Смольково, Пензенская губерния —1928, Париж) — русский дипломат, гофмейстер (1908).

## Биография
Родился в 1847 году в родовом имении Бахметьевых, село Смольково, на территории современной Мордовии. Окончил Оксфордский университет и с 1870 года состоял на службе в Министерстве иностранных дел.
С 1874 года — 2-й секретарь миссии в США, с 1879 года — 2-й секретарь посольства во Франции.
С 1883 года — 1-й секретарь российской миссии в Греции, посланник в Болгарии (1897—1905). Добился высылки из Болгарии П. Н. Милюкова, когда тот приезжал туда для чтения лекций.
В 1906—1908 годах — посол в Японии.
Посол в США (1911—1917).

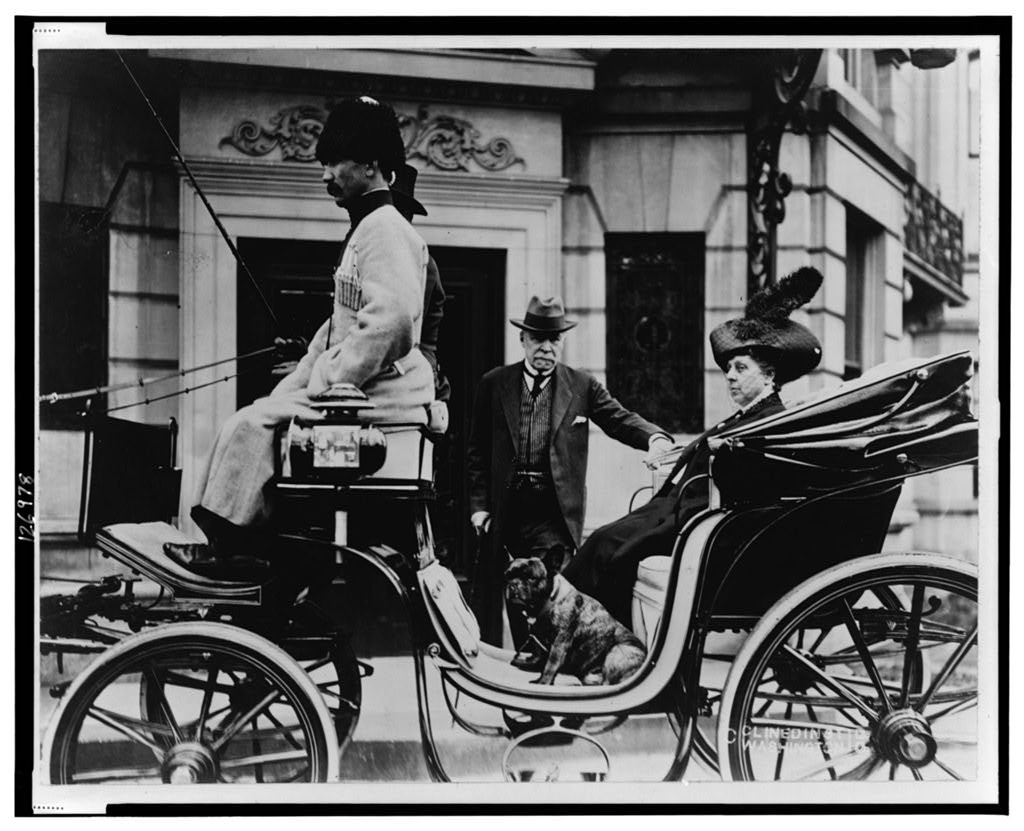
Г. П. Бахметев садится в коляску.

После Февральской революции 1917 года вышел в отставку. 13 апреля 1917 года Временное правительство под председательством премьер-министра князя Георгия Львова уволило Бахметева с должности посла согласно его прошению.
В его телеграмме Временному правительству было сказано, что он оставался на своём посту, поскольку считал это своим долгом по отношению к императору, который отрекся с условием, что Временное правительство незамедлительно созовет Учредительное собрание для решения вопроса о форме правления Россией. Считая, что получивший свободу народ призовёт обратно царя, он оставался на своём посту. Но теперь, когда Временное правительство выдумывает одну причину за другой, чтобы отсрочить созыв Учредительного собрания, готовя Россию к республиканскому правлению, он не желает участвовать впредь в этом обмане и подает в отставку.
В 1920 году переехал с женой во Францию.

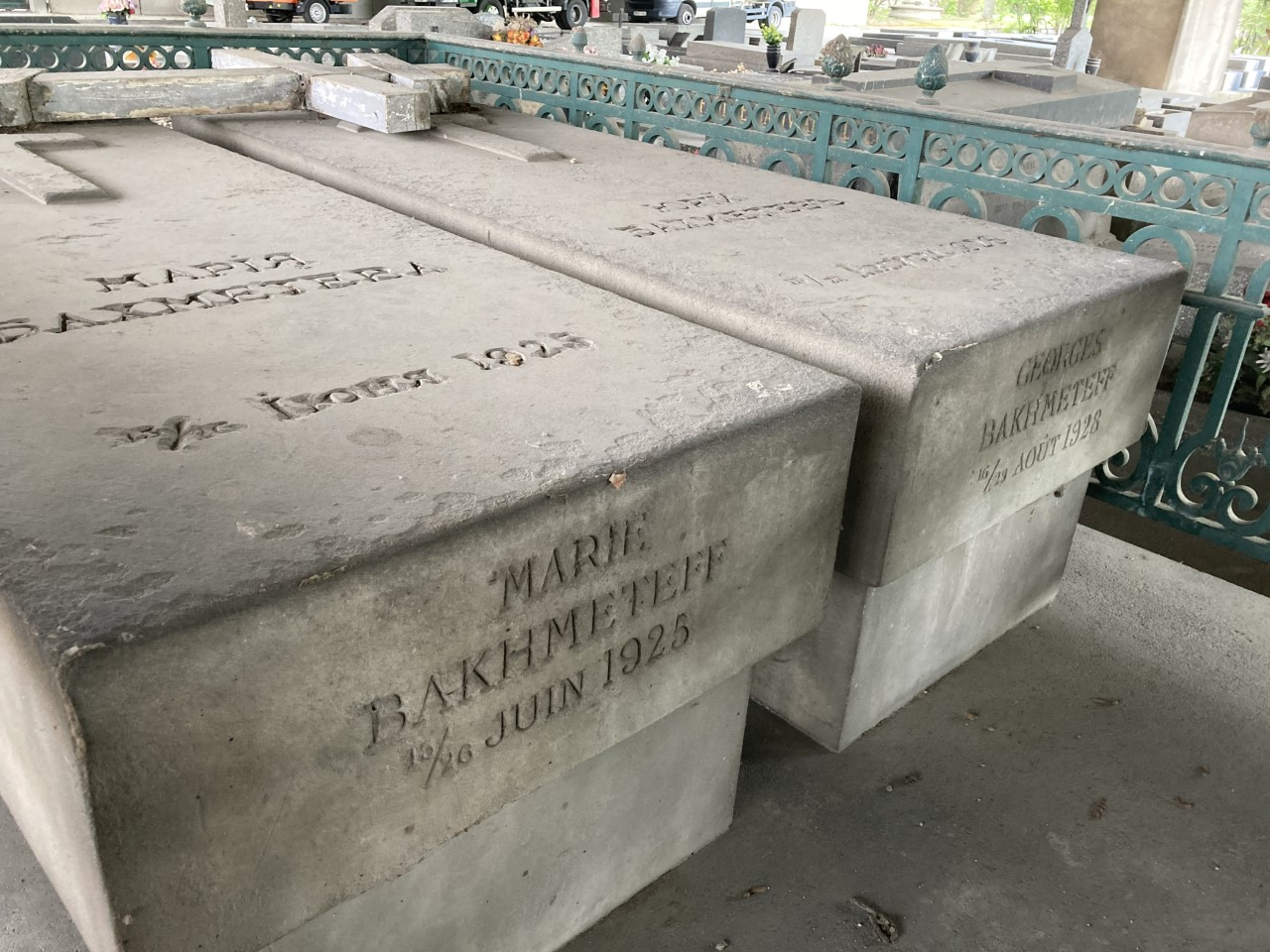
Могила Бахметевых в Париже.

Скончался в Париже 29 августа 1928 года.
Не был родственником Бориса Бахметьева, своего преемника, назначенного Временным правительством. На вопрос журналистов ответил, что они такие же родственники как Джордж Вашингтон и Букер Вашингтон.

## Награды
российские
- Орден Святого Станислава 2-й степени (1884)
- Орден Святой Анны 2-й степени (1889)
- Орден Святого Владимира 3-й степени (1904)
- Орден Святого Станислава 1-й степени (1908)
- Орден Святой Анны 1-й степени (1913)
- Знак отличия беспорочной службы за XL лет
- Медаль «В память царствования императора Александра III»
- Медаль «В память 300-летия царствования дома Романовых»

иностранные
- Испанский орден Изабеллы Католическойкрест командора 1-й класса (1879)
- Французский знак «Officier de l’Instuction Publique de France» (1887)
- Португальский орден Христа крест великого офицера (1892)
- Греческий орден Спасителя крест великого командора (1898)
- Абиссинский орден Печати Соломона 2-й степени (1898)
- Турецкий орден Меджидие 1-й степени (1901)
- Иерусалимский Золотой крест с частицей Животворящего Дерева (1901)
- Черногорский орден Князя Даниила I 1-й степени (1902)
- Болгарский орден «За гражданские заслуги» 1-й степени с бриллиантами (1902)
- Сербский орден Святого Саввы 1-й степени (1904)
- Болгарский орден «Святой Александр» 1-й степени (1906)
- Японский орден Восходящего солнца 1-й степени (1908)

## Любопытный факт
Совпадение фамилий Бахметева и его преемника на посту российского посла в США как в английском, так и русском написании объясняет многие искажения исторических фактов, встречающиеся в отечественных и зарубежных публикациях о них. Скорее всего, именно во избежание путаницы со временем стали пользоваться несколько иным написанием фамилии посла Временного правительства России в США Бориса Александровича Бахметьева.